# 伊日·贝兰
伊日·贝兰（捷克語：Jiří Beran，1982年1月18日—），捷克男子击剑运动员，2017年欧洲击剑锦标赛男子重剑团体铜牌得主、2019年欧洲击剑锦标赛男子重剑个人铜牌得主、2024年夏季奥林匹克运动会男子重剑团体铜牌得主。